# Helmeczy Mihály
Helmeczy Mihály (Királyhelmec, Zemplén vármegye, 1788. szeptember 27. – Pest, 1852. december 1.) magyar író, a Kisfaludy Társaság tagja és a nyelvújítás jelentős alakja.

## Családi neve
Családi neve születésekor Bierbrauer volt, ám a gimnáziumban már Serfőző néven ismerték. Kazinczy Ferenc javaslatára vette fel a Helmeczy nevet. Bár neve a lexikonokban általában Helmeczy írásmóddal szerepel, neve Helmeczi Mihály alakban is előfordul, például így szerepel az általa kiadott Berzsenyi-verseskötet kolofonjában, valamint Berzsenyi Helmeczi Mihályhoz című versének címében és magában a versben is.

## Életpályája
Tanult Sátoraljaújhelyen a Piarista gimnáziumban, majd Pesten, ahová végleg átköltözött. 1804-ben, 16 évesen jelentkezett a Piarista Rendbe, de még az örök fogadalom letétele és a pappá szentelés előtt kilépett a szerzetből. Később a pesti egyetemen a jogtudományokat hallgatta. 1817-ben ügyvédi oklevelet is nyert, ám kizárólag az irodalom, különösen a nyelvújítás terén kezdett dolgozni. 1810-ben Horvát István előadásait látogatta a magyar nyelvészetről és 1811-ben bölcsészettudományi oklevelet szerzett. Határozottsága, amely sokszor a durvaságig ment, oszlopos tagjává és egyik vezérévé tette a nyelvújító iskolának. 1817-től kezdve három éven át nagy szorgalommal tett tudományos előkészületeket egy nagy európai körutazásra, amely azonban külföldi politikai viszonyok folytán meghiúsult, de ez idő alatt szerzett nyelvkincseinek később nagy hasznát vette.
Nem annyira eredeti író, mint fordító és mások remekműveinek gondos kiadója volt. Így 1813–1816 között az akkor még nagyon fiatal, lelkes férfi felügyelete alatt jelentek meg Dayka Gábor versei, Kazinczy Ferenc földijének, akit rajongva tisztelt és szeretett, Poétai berke, Báróczi Sándor munkái, Berzsenyi Dániel költeményei, akinek benső barátja volt, s kinek művei közt fennmaradt hozzá intézett episztola; ugyanezek a költemények második kiadást is megértek 1816-ban, kísérve Helmeczynek a nyelvújításról szóló értekezésével. Sokat fordított francia, angol, német, spanyol és olasz nyelvekből, de fordításaiból csak kevés látott napvilágot. Fordította nevezetesen már 1813-ban Karl von Eckartshausen híres munkáját, amelynek címe: Gott ist die reinste Liebe, s e fordítása két kiadást ért meg (Pest, 1813 és 1821); megjelentek továbbá akkori zsebkönyvekben Schiller néhány költeménye és Tasso Megszabadított Jeruzsálem-ének egy-két éneke, zengzetes, de olykor erőltetett, cikornyás fordításban. A sok idegennel kevert és kifejezések szegénységével küzdő magyar nyelv csinosításában, s új szavak részint szerencsés, jól sikerült, részint erőltetett, túl merész faragásában sokat fáradozott, s nála bátrabb újító senki sem volt; tagadhatatlan érdeme, hogy sok jó és életrevaló és életben is maradt új szóval és fordulattal gazdagította a nyelvet, melyeket tőle mások is átvettek. E téren kifejtett merészsége sok támadásnak és többször igazságtalan és méltatlan gúnynak is tette ki a vaskalapos ortodox nyelvészek részéről, s országszerte keringett felőle az ismeretes élc: "Helmeczy, ki a szókat elmetszi".
A század első negyedében fennállott irodalmi köröknek, a Kultsárénak és Bártfayénak kedvelt és befolyásos tagja, a kor nagy íróinak benső barátja, s az ósdiaknak, a Kazinczy iskolája ellenzőinek hatalmas pörölye és korbácsa volt. A magyar akadémia felállítása után azonnal, 1830. november 17-én, mint az alapító gr. Széchenyi István, gr. Teleki József és a gr. Károlyiak kedves embere, s a vele az ízlés hasonló útján járó első akadémiai titoknoknak, Döbrentei Gábornak barátja és szellemi rokona, az akadémia pénztárnokává nevezték ki, s mint az ilyen az ülésekben szavazási joggal is felruházták és e hivatalát haláláig folyamatosan viselte.
Kisfaludy Károly 1830-ban bekövetkezett korai halála után engedélyt kapott a Jelenkor című politikai lap és melléklete, a Társalkodó kiadására, melyet a Kisfaludy Társaság tagjainak: Vörösmartynak, Bajzának, Zádor (Stettner) Györgynek és Bártfaynak és társaiknak óhajtása szerint és segédkezésük mellett, Kisfaludy Károlynak, majd ennek elhunytával Vörösmartynak kellett volna szerkeszteni, s a vállalat remélhető dús jövedelmének egy részét a magyar irodalom javára fordítani. Helmeczy azonban, a kormányhivataloknál élvezett pártfogás folytán, a többiek háta mögött a saját maga részére eszközölte ki az engedélyt, és a lapot 17 évig szakadatlan folyamban szerkesztve, annak jövedelméből meggazdagodott, és Törtelen, Pest vármegyében birtokot szerezve, ezen szép kastélyt építtetett, míg hoppon maradt társai a magyar írók hagyományos szegénységének jármát tovább viselték és tőle elidegenedve, a baráti viszonyt megszüntették. A lap azonban Helmeczy szerkesztése alatt is jól megfelelt rendeltetésének, és nagy politikai jelentőségre tett szert azáltal, hogy gr. Széchenyi István, akinek Helmeczy a nyelvben mestere volt, kizárólagos közegévé választotta és a reformcikkeivel gazdagította. Ezáltal fontos tényezővé vált politikai és közgazdasági nagy átalakulásunk mozgalmaiban, különösen addig, míg versenyképes pályatárs nélkül állott a magyar hírlapirodalom terén, nagyszámú előfizetőkkel bírva. Hosszabb időn át központja volt az ébredező nemzeti érdekek egyesülésének és eszköze nyelvünk fejlődésének, bár a szerkesztő sokszor ízetlen és cikornyás stílusú és túlvitt nyelvújítási iránya sok rosszallásra talált. Nem lehet tagadni, hogy a Jelenkor a későbbi magyar zsurnalisztikának útját egyengette, és hogy Társalkodó melléklapjában, melynek kitűnő szerkesztői és munkatársai voltak (Bajza József, Szenvey József, Csató Pál, Nagy Ignác stb.), alkalmat adott számos fiatal tehetség kiképzésére, sok új eszme és indítvány előterjesztésére és állandó olvasóközönség egybegyűjtésére. Midőn azután a zsurnalisztika újabb és kitűnőbb közegeket nyert, az öreg Jelenkor is iparkodott ugyan csinosított külalakja és dúsabb tartalma által a kor fokozottabb követeléseit jobban kielégíteni, de főleg azért is, mert határozott, önálló politikája nem volt s pártokon kívüli függetlenséget hajhászott, Széchenyi István gróf hűséges pártolása mellett is, csekély hatású alárendeltségbe süllyedt, s végül már inkább csak a napi események száraz regisztrálásánál maradva, s eszmék fáklyáját nem lobogtatva, mindinkább meglátszott rajta, hogy az élet már terhére van. Már inkább csak korábbi érdemei iránti hálás elismerés és néhány hű pártolójának morzsáin táplálkozott, és az 1848. év nagy eseményeit csak kevéssel élte túl. Helmeczy, letette a szerkesztőséget, Kereszturynak adta át a haldokló lapot, mely csakhamar teljesen megszűnt. Könyvtárát özvegyen maradt neje a Magyar Tudományos Akadémiának ajándékozta. Sok új szót alkotott, pl. pénztárca, illatszer, körmenet, hallgatag.
1852. december 1-jén Pesten halt meg, ideiglenesen Pesten, a ferences atyák sírboltjában helyezték el, később pedig - végakarata szerint - Törtelre szállították földi maradványait.

## Emlékezete
- Egykori barátja, Toldy Ferenc tartott felette akadémiai emlékbeszédet, érdemeit méltatva. Síremléke Törtelen található, ahol egy út is viseli a nevét (Helmeczi Mihály út).[5]
- 2018. szeptember 27-től a Királyhelmeci Magyar Tanítási Nyelvű Alapiskola Helmeczy Mihály Alapiskola néven működik.